# オットー・ペテルソン
スヴェン・オットー・ペテルソン（Sven Otto Pettersson、1848年2月14日 - 1941年1月16日）は、スウェーデンの海洋学者、化学者。息子は同じく海洋学者のハンス・ペテルソン。

## 経歴
1848年にスウェーデンのヨーテボリで出生。ウプサラ大学卒業後、1878年から翌年までオットー・ノルデンシェルド (Otto Nordenskiöld) の船で東シベリア海で海況調査した。1881年から1908年までストックホルム大学で化学の教授を勤めた。
1902年にグスタフ・エクマン、フリチョフ・ナンセン、マルティン・クヌーセンらと共同で国際海洋探査協議会 (International Council for the Exploration of the Sea) を設立した。ペテルソンは1915年から1920年まで同協議会の総裁だった。1941年に死去。

## 受賞歴
- 1924年: アレキザンダー・アガシー・メダル（全米科学アカデミー）